# Differentiële Aanleg Testserie
De Differentiële Aanleg Testserie, kortweg DAT, is een veel gebruikte Nederlandstalige collectieve intelligentietest. Ze werd in 1960 voor het eerst uitgegeven naar een herwerking van een Amerikaanse test (de Differential Aptitude Test van G.K.Bennet) door S.D. Fokkema en A. Dirkzwager van de Vrije Universiteit Amsterdam. Na de onderwijshervormingen van de jaren zeventig klopten de normgroepen niet meer, zodat er in 1983 een grondig bewerkte versie verscheen van de hand van Arne Evers (Universiteit van Amsterdam) en Wouter Lucassen (Directoraat-Generaal voor de Arbeidsvoorziening), nadien nog aangevuld met nieuwe normen in 1991. Ze wordt voornamelijk gebruikt in studie- en beroepsoriënteringssituaties (keuzeproblemen na de brugklas bijvoorbeeld). Maar ook in weinig gespecialiseerde selectiesituaties, zoals in het leger.

Doordat het een "serie" is, bestrijkt ze verschillende deelaspecten of factoren binnen de intelligentie:
- Woordenlijst
- Woordbeeld
- Zinnen
- Analogieën
- Figurenreeksen
- Ruimtelijk inzicht
- Technisch inzicht
- Rekenvaardigheid
- Snelheid en nauwkeurigheid

Aldus kan men de proefpersoon niet alleen situeren ten opzichte van zijn normgroep, maar kan men ook binnen de persoon sterke en zwakke kanten ontdekken.

De proef werd enkel genormeerd in Nederland. Bovendien zijn sommige vraagstellingen en voorstellingen typisch Nederlands, zodat ze minder betrouwbaar en bruikbaar zijn in de rest van het Nederlandse taalgebied.

## DAT NL
Het was ruim 20 jaar geleden dat de DAT’83 in Nederland uitkwam. De destijds berekende normen waren verouderd. In 2001 is daarom besloten om een nieuwe DAT uit te brengen, die in 2005 verscheen: de DAT NL. Deze testserie (gemaakt door Jeroen de Wit en Elzeloes Compaan) kent twee versies: DAT NL A (Algemeen: Havo/vwo) en DAT NL B (Beroeps: Vmbo). De volgende tests maken onderdeel uit van de DAT NL:
- Denken met Figuren
- Woordenlijst
- Denken met Getallen
- Denken met Woorden
- Ruimtelijk inzicht
- Taalgebruik
- Snelheid en Nauwkeurigheid
- Woordbeeld
- Praktisch Inzicht